# 5678 (année hébraïque)
5678 (hébreu : ה'תרע"ח , abbr. : תרע"ח) est une année hébraïque qui a commencé à la veille au soir du 17 septembre 1917 et s'est finie le 6 septembre 1918. Cette année a compté 355 jours. Ce fut une année simple dans le cycle métonique, avec un seul mois de Adar. Ce fut la première année depuis la dernière année de chemitta.

## Calendrier
Ce calendrier hébraïque de l'année 5678 donne les correspondances avec les dates du calendrier grégorien.
Le premier nombre dans chaque case correspond au jour du mois hébraïque. Les jours en couleurs sont des jours remarquables juifs .
| ◄◄ | 5678 | ►► |

## Événements
- Révolution d'Octobre

## Naissances
- Shlomo Goren
- Richard Feynman

## Décès
- Sara Aharonson
- Hermann Cohen (philosophe)

5673 - 5674 - 5675 - 5676 - 5677 - 5678 - 5679 - 5680 - 5681 - 5682 - 5683